# Новайш (Португалія)
Новайш (порт. Novais; МФА: [nu.ˈvajʃ]) — парафія в Португалії, у муніципалітеті Віла-Нова-де-Фамалікан. Розташована в північно-західній частині країни, на теренах історичної португальської провінції Дору-Міню. Входить до складу округу Брага. За адміністративним поділом, чинним до 1976 року, терени парафії були складовою провінції Міню. Належить до Бразької архідіоцезії Католицької церкви. Патрон — святий Симон. Площа — 1,4505 км². Населення — 1135 ос. (2011). Середньо урбанізований регіон. Густота населення — 782,49 осіб/км²
. Код — 031228.

## Населення
| Кількість мешканців | Кількість мешканців | Кількість мешканців | Кількість мешканців | Кількість мешканців | Кількість мешканців | Кількість мешканців | Кількість мешканців | Кількість мешканців | Кількість мешканців | Кількість мешканців | Кількість мешканців | Кількість мешканців | Кількість мешканців | Кількість мешканців |
| ------------------- | ------------------- | ------------------- | ------------------- | ------------------- | ------------------- | ------------------- | ------------------- | ------------------- | ------------------- | ------------------- | ------------------- | ------------------- | ------------------- | ------------------- |
| 1864                | 1878                | 1890                | 1900                | 1911                | 1920                | 1930                | 1940                | 1950                | 1960                | 1970                | 1981                | 1991                | 2001                | 2011                |
| 189                 |                     | 203                 | 227                 |                     |                     |                     | 520                 | 616                 | 686                 | 638                 | 713                 | 831                 | 898                 | 1 124               |